# マメ・ビラム・ディウフ
マメ・ビラム・ディウフ（Mame Biram Diouf, 1987年12月16日 - ）は、セネガル・ダカール出身の同国代表サッカー選手。コンヤスポル所属。ポジションはFW。

## クラブ経歴

### モルデFK
マメ・ビラム・ディウフはセネガルのダカールで生まれた。ディアラフでサッカー選手としてのキャリアを始め、2007年1月、2006年3月に練習に参加したことのあるノルウェーのサッカークラブであるモルデに移籍した。ディウフは同郷のパペ・パテ・ディウフ、マディウフ・コナテが所属しているクラブであったこともあり、モルデに加入できたことに喜びを感じていた。2009年の夏には、弟のマメ・ムバル・ディウフもモルデと契約を結んだ。
2008年の夏には、ブラン、アーセナルFC、フェイエノールト、FCフローニンゲン、ウェスト・ブロムウィッチ・アルビオンFC、レッドブル・ザルツブルクが興味を示しているとの報道がなされた。2009年7月12日に行われ、5-2で勝利したブラン戦では開始9分でハットトリックを達成し、27分にはその試合4ゴール目となる得点を記録した。

### マンチェスター・ユナイテッドへの移籍
2009年5月、いくつかのクラブが獲得に乗り出したが、2009年7月19日、モルデとマンチェスター・ユナイテッドFCはディウフの移籍に関して、クラブ間で合意に達したのと声明を発表した。ディウフはレンタルで2009年の残りのシーズンをモルデで過ごし、2010年の1月からマンチェスター・ユナイテッドに加入することになった。アレックス・ファーガソン監督は、「我々はノルウェーのクラブにいる若手選手と昨日契約を結んだ。彼にはこの2年間注目していた。先週以降誰も獲得する予定はなかったが、多くのクラブが関心を示していることを知り、決断を迫られた。我々は獲得を決断し、契約を結んだ。」と、述べた。モルデは、かつてマンチェスター・ユナイテッドで活躍し、現在はリザーブチームで監督を務めるオーレ・グンナー・スールシャールがユナイテッドに移籍する前に所属していたクラブであった。ディウフはこの移籍について、「マンチェスター・ユナイテッドでプレイすることは子どものころからずっと夢見ていたこと。1月にクラブに加わったら、チームに大きな影響を与えたいし、活躍する自信はある。」と、ノルウェーの『スタンヴァンゲル・アフテンブラッド』紙に対して述べた。

### マンチェスター・ユナイテッド
2009年12月23日、ディウフに対して労働許可証が発行され、移籍市場が開く1月からマンチェスター・ユナイテッドで試合に出場することが可能となった。2010年1月7日に背番号32で登録され、2日後に行われたバーミンガム・シティFC戦に81分からポール・スコールズと交代で出場し、プレミアリーグデビューを果たした。試合は1-1のまま引き分けに終わり、活躍することは出来なかった。
2010年1月16日に行われたバーンリーFC戦ではウェイン・ルーニーに代わり74分から出場し、オールド・トラッフォードデビューを飾った。試合ではアントニオ・バレンシアの出したロングボールにヘディングで合わせ、初ゴールを記録した。

### ハノーファー
2012年1月28日にドイツ・ブンデスリーガのハノーファー96に完全移籍した。

### ストーク
2014年6月11日、ストーク・シティFCに移籍し、2年半ぶりにプレミアリーグに復帰した。

### ハタイスポル
2020年8月31日、トルコのハタイスポルに移籍。

### コンヤスポル
2022年8月31日、コンヤスポルに1年契約で移籍。

## 代表経歴
2009年8月12日にブロワで行われ、2-1で勝利したコンゴ代表との親善試合に70分から出場し、初キャップを記録した。2010年8月11日のカーボベルデ戦で代表初得点となる決勝ゴールを挙げた。
- 2018年 FIFAワールドカップ

## 代表歴

### 出場大会
- セネガル代表
  - 2018 FIFAワールドカップ

### 試合数
- 国際Aマッチ 51試合 10得点（2009年-2018年）[20]

| セネガル代表 | 国際Aマッチ | 国際Aマッチ |
| 年           | 出場        | 得点        |
| ------------ | ----------- | ----------- |
| 2009         | 3           | 0           |
| 2010         | 5           | 1           |
| 2011         | 5           | 1           |
| 2012         | 1           | 0           |
| 2013         | 6           | 0           |
| 2014         | 4           | 2           |
| 2015         | 8           | 4           |
| 2016         | 6           | 2           |
| 2017         | 7           | 0           |
| 2018         | 6           | 0           |
| 通算         | 51          | 10          |